# Copa do Nordeste 2023
La Copa do Nordeste 2023 fue la vigésima (20.º) edición del torneo que reúne equipos de la región nordeste del país. Al igual que la Copa Verde, es un torneo organizado por la Confederación Brasileña de Fútbol.
El campeonato contó con la participación de 28 equipos, 12 clasificados directamente para una fase de grupos y 16 clasificados para una ronda preliminar, con 2 etapas, denominada Pre-Copa do Nordeste, que dio 4 plazas para la fase de grupos. Los equipos clasificados directamente a la fase de grupos fueron los 9 campeones estatales de 2022, junto con los equipos de los estados de Bahía, Ceará y Pernambuco mejor posicionados en el Ranking Nacional de Clubes de 2022, excluyendo a los campeones estatales en los respectivos estados. Los equipos clasificados en la ronda preliminar serán definidos por 4 criterios diferentes, según la posición de cada federación en el ranking de la CBF, los clubes en sus respectivos campeonatos estatales y los clubes en el ranking de la CBF.
El campeón entró directamente a la tercera fase de la Copa de Brasil 2024.

## Ranking de federaciones[1]
| Pos. | Pos. | Federaciones         | Puntos | Cupos  | Cupos    |
| Pos. | Pos. | Federaciones         | Puntos | Grupos | Pré-Copa |
| ---- | ---- | -------------------- | ------ | ------ | -------- |
| 1    | 7    | Ceará                | 25.595 | 2      | 2        |
| 2    | 9    | Bahía                | 21.529 | 2      | 2        |
| 3    | 10   | Pernambuco           | 16.738 | 2      | 2        |
| 4    | 11   | Alagoas              | 12.762 | 1      | 2        |
| 5    | 14   | Maranhão             | 7.809  | 1      | 2        |
| 6    | 15   | Río Grande del Norte | 5.787  | 1      | 2        |
| 7    | 16   | Paraíba              | 5.456  | 1      | 2        |
| 8    | 17   | Sergipe              | 5.036  | 1      | 1        |
| 9    | 19   | Piauí                | 3.259  | 1      | 1        |

## Equipos participantes

### Clasificado a la fase de grupos
Hay 2 criterios para la clasificación directa a la fase de grupos de la Copa do Nordeste:
- Criterio 1 (9 plazas): equipo campeón en cada uno de los campeonatos estatales de 2022 en el Nordeste.
- Criterio 2 (3 plazas): equipo mejor posicionado en el Ranking CBF 2022 de cada una de las 3 mejores federaciones del Nordeste en el Ranking (Ceará, Bahía y Pernambuco), excluyendo las clasificadas por el criterio 1.

| Estado               | Equipo              | Ciudad         | Criterio de clasificación | Ranking de la CBF | Estadio          | Capacidad |
| -------------------- | ------------------- | -------------- | ------------------------- | ----------------- | ---------------- | --------- |
| Alagoas              | CRB                 | Maceió         | Criterio 1                | 28.º              | Rei Pelé         | 17 126    |
| Bahía                | Atlético Alagoinhas | Alagoinhas     | Criterio 1                | 97.º              | Carneirão        | 16 000    |
| Bahía                | Bahía               | Salvador       | Criterio 2                | 12.º              | Arena Fonte Nova | 50 025    |
| Ceará                | Fortaleza           | Fortaleza      | Criterio 1                | 11.º              | Arena Castelão   | 63 903    |
| Ceará                | Ceará               | Fortaleza      | Criterio 2                | 13.º              | Arena Castelão   | 63 903    |
| Maranhão             | Sampaio Corrêa      | São Luís       | Criterio 1                | 32º               | Castelão         | 40 149    |
| Paraíba              | Campinense          | Campina Grande | Criterio 1                | 72.º              | Amigão           | 23 000    |
| Pernambuco           | Náutico             | Recife         | Criterio 1                | 38.º              | Aflitos          | 20 000    |
| Pernambuco           | Sport Recife        | Recife         | Criterio 2                | 21º               | Ilha do Retiro   | 35 000    |
| Piauí                | Fluminense-PI       | Teresina       | Criterio 1                | –                 | Albertão         | 52 296    |
| Río Grande del Norte | ABC                 | Natal          | Criterio 1                | 47.º              | Frasqueirão      | 15 640    |
| Sergipe              | Sergipe             | Aracaju        | Criterio 1                | 90.º              | Batistão         | 15 575    |

### Clasificado a la Pré-Copa do Nordeste
Hay 4 criterios de clasificación para la Pré-copa del Nordeste:
- Criterio 1 (9 plazas): equipo mejor clasificado en cada uno de los campeonatos estatales del nordeste en 2022, excluidos los clasificados para la fase de grupos.
- Criterio 2 (3 plazas): equipo mejor clasificado en cada uno de los campeonatos estatales de 2022 de las 3 mejores federaciones del nordeste en el Ranking CBF 2022 (Ceará, Bahía y Pernambuco), excluyendo los clasificados para la fase de grupos o por el criterio 1.
- Criterio 3 (9 plazas): equipo mejor clasificado en el Ranking CBF 2022 de cada uno de los estados del nordeste, excluyendo los clasificados para la fase de grupos o por el criterio 1 o 2.
- Criterio 4 (3 plazas): Equipos del Nordeste mejor posicionados en el Ranking CBF 2022, independientemente del estado al que pertenezcan, excluyendo a los clasificados para la fase de grupos o por los criterios 1, 2 o 3.

De los 24 equipos clasificados para la Precopa del Nordeste, los 8 mejores clasificados ingresan a la segunda fase de la disputa, mientras que los demás ingresan a la primera fase.
| estado               | Equipo              | Ciudad             | Critério de clasificación | Ranking de la CBF | Estadio          | Capacid |
| -------------------- | ------------------- | ------------------ | ------------------------- | ----------------- | ---------------- | ------- |
| Alagoas              | ASA                 | Arapiraca          | Criterio 1                | 91.º              | Fumeirão         | 15 000  |
| Alagoas              | CSA                 | Maceió             | Criterio 3                | 30.º              | Rei Pelé         | 17 126  |
| Bahía                | Jacuipense          | Riachão do Jacuípe | Criterio 1                | 65º               | Valfredão        | 5 000   |
| Bahía                | Vitória             | Salvador           | Criterio 3                | 25º               | Barradão         | 35 000  |
| Ceará                | Caucaia             | Caucaia            | Criterio 1                | 140º              | Raimundão        | 4000    |
| Ceará                | Ferroviário         | Fortaleza          | Criterio 2                | 52.º              | Arena Castelão   | 63 903  |
| Maranhão             | Cordino             | Barra do Corda     | Criterio 1                | 181º              | Leandrão         | 1400    |
| Maranhão             | Moto Club           | São Luís           | Criterio 4                | 74.º              | Castelão         | 40 149  |
| Paraíba              | Botafogo-PB         | João Pessoa        | Criterio 1                | 51.º              | Almeidão         | 25 770  |
| Paraíba              | Sousa               | Sousa              | Criterio 3                | 67.º              | Marizão          | 12 400  |
| Pernambuco           | Retrô               | Camaragibe         | Criterio 1                | 114.º             | Arena Pernambuco | 45 010  |
| Pernambuco           | Santa Cruz          | Recife             | Criterio 2                | 46.º              | Arruda           | 60 044  |
| Piauí                | Altos               | Altos              | Criterio 3                | 66º               | Albertão         | 52 216  |
| Río Grande del Norte | América-RN          | Natal              | Criterio 1                | 61.º              | Arena das Dunas  | 32 000  |
| Río Grande del Norte | Potiguar de Mossoró | Mossoró            | Criterio 3                | 82.º              | Nogueirão        | 5000    |
| Sergipe              | Confiança           | Aracaju            | Criterio 3                | 44.º              | Batistão         | 15 575  |

## Pré-Copa do Nordeste

### Primera ronda
En la primera ronda, los 16 equipos peor clasificados, entre los 24 participantes de la Pré-copa do Nordeste, fueron divididos en 8 llaves con 2 equipos cada uno. Los equipos se enfrentaron en partido único, con el equipo mejor clasificado jugando de local. En caso de empate se llevó a cabo una tanda de penales para definir el ganador. El ganador de cada llave avanzó a la segunda ronda.
| Fecha      | Local       | Resultado      | Visita              |
| ---------- | ----------- | -------------- | ------------------- |
| 5 de enero | Vitória     | 2:1            | Cordino             |
| 5 de enero | CSA         | 2:1            | Potiguar de Mossoró |
| 5 de enero | Confiança   | 1:0            | Sousa               |
| 5 de enero | Santa Cruz  | 2:0            | Caucaia             |
| 5 de enero | Botafogo-PB | 0:0 (3:1 pen.) | Retrô               |
| 5 de enero | Ferroviário | 1:1 (4:3 pen.) | ASA                 |
| 5 de enero | América-RN  | 5:0            | Moto Club           |
| 5 de enero | Jacuipense  | 4:1            | Altos               |

### Segunda ronda
| Fecha      | Local      | Resultado      | Visita      |
| ---------- | ---------- | -------------- | ----------- |
| 8 de enero | Vitória    | 1:0            | Jacuipense  |
| 8 de enero | CSA        | 0:0 (5:4 pen.) | América-RN  |
| 8 de enero | Confiança  | 0:0 (4:5 pen.) | Ferroviário |
| 8 de enero | Santa Cruz | 2:1            | Botafogo-PB |

## Fase de grupos

### Grupo A
| Pos. | Equipo              | Pts. | PJ | G | E | P | GF | GC | Dif. | Clasificación                 |
| ---- | ------------------- | ---- | -- | - | - | - | -- | -- | ---- | ----------------------------- |
| 1    | Sport Recife        | 19   | 8  | 6 | 1 | 1 | 19 | 5  | +14  | Clasificado a las semifinales |
| 2    | Fortaleza           | 18   | 8  | 6 | 0 | 2 | 15 | 5  | +10  | Clasificado a las semifinales |
| 3    | Ferroviário         | 13   | 8  | 3 | 4 | 1 | 15 | 11 | +4   | Clasificado a las semifinales |
| 4    | CRB                 | 13   | 8  | 3 | 4 | 1 | 7  | 7  | 0    | Clasificado a las semifinales |
| 5    | Sampaio Corrêa      | 9    | 8  | 2 | 3 | 3 | 7  | 11 | −4   |                               |
| 6    | Atlético Alagoinhas | 6    | 8  | 2 | 0 | 6 | 6  | 16 | −10  |                               |
| 7    | Vitória             | 6    | 8  | 1 | 3 | 4 | 10 | 13 | −3   |                               |
| 8    | Fluminense-PI       | 3    | 8  | 0 | 3 | 5 | 7  | 18 | −11  |                               |

 Fuente: CBF

### Grupo B
| Pos. | Equipo     | Pts. | PJ | G | E | P | GF | GC | Dif. | Clasificación                 |
| ---- | ---------- | ---- | -- | - | - | - | -- | -- | ---- | ----------------------------- |
| 1    | Ceará      | 16   | 8  | 5 | 1 | 2 | 16 | 11 | +5   | Clasificado a las semifinales |
| 2    | ABC        | 14   | 8  | 4 | 2 | 2 | 13 | 6  | +7   | Clasificado a las semifinales |
| 3    | Náutico    | 13   | 8  | 4 | 1 | 3 | 12 | 11 | +1   | Clasificado a las semifinales |
| 4    | Sergipe    | 11   | 8  | 3 | 2 | 3 | 12 | 8  | +4   | Clasificado a las semifinales |
| 5    | Santa Cruz | 9    | 8  | 2 | 3 | 3 | 10 | 13 | −3   |                               |
| 6    | Bahia      | 9    | 8  | 2 | 3 | 3 | 9  | 15 | −6   |                               |
| 7    | Campinense | 8    | 8  | 2 | 2 | 4 | 8  | 12 | −4   |                               |
| 8    | CSA        | 7    | 8  | 1 | 4 | 3 | 6  | 10 | −4   |                               |

 Fuente: CBF

### Fixture
- Los horarios corresponden a la hora local de Brasil (UTC-3).

| Fluminense-PI       | 0 - 0 | CSA        | Lindolfo Monteiro      | 21 de enero | 15:30 |
| Fortaleza           | 2 - 0 | Campinense | Presidente Vargas (CE) | 21 de enero | 17:30 |
| Vitória             | 1 - 1 | Santa Cruz | Barradão               | 21 de enero | 17:30 |
| Sport Recife        | 2 - 0 | ABC        | Ilha do Retiro         | 21 de enero | 19:30 |
| CRB                 | 1 - 0 | Sergipe    | Rei Pelé               | 22 de enero | 16:00 |
| Atlético Alagoinhas | 0 - 1 | Náutico    | Carneirão (BA)         | 22 de enero | 16:00 |
| Ferroviário         | 3 - 0 | Ceará      | Presidente Vargas (CE) | 22 de enero | 18:00 |
| Sampaio Corrêa      | 1 - 0 | Bahia      | Castelão (MA)          | 22 de enero | 19:00 |

| Náutico    | 2 - 2 | CRB                 | Aflitos                | 4 de febrero | 17:30 |
| Ceará      | 2 - 0 | Sampaio Corrêa      | Presidente Vargas (CE) | 4 de febrero | 17:30 |
| ABC        | 2 - 0 | Fortaleza           | Frasqueirão            | 4 de febrero | 18:30 |
| Bahia      | 2 - 2 | Ferroviário         | Arena Fonte Nova       | 4 de febrero | 20:30 |
| Sergipe    | 4 - 0 | Atlético Alagoinhas | Batistão (SE)          | 5 de febrero | 16:00 |
| CSA        | 3 - 1 | Vitória             | Rei Pelé               | 5 de febrero | 16:00 |
| Campinense | 0 - 2 | Sport Recife        | Amigão                 | 5 de febrero | 18:00 |
| Santa Cruz | 2 - 2 | Fluminense-PI       | Arruda                 | 8 de febrero | 20:00 |

| Campinense | 0 - 0 | CRB                 | Amigão                 | 14 de febrero | 19:00 |
| CSA        | 1 - 1 | Ferroviário         | Rei Pelé               | 14 de febrero | 19:30 |
| Santa Cruz | 2 - 1 | Atlético Alagoinhas | Arruda                 | 14 de febrero | 19:30 |
| Bahia      | 0 - 3 | Fortaleza           | Arena Fonte Nova       | 14 de febrero | 21:30 |
| Ceará      | 3 - 2 | Sport Recife        | Presidente Vargas (CE) | 14 de febrero | 21:30 |
| Sergipe    | 2 - 1 | Vitória             | Batistão (SE)          | 15 de febrero | 19:30 |
| Náutico    | 2 - 0 | Fluminense-PI       | Aflitos                | 15 de febrero | 21:30 |
| ABC        | 2 - 0 | Sampaio Corrêa      | Frasqueirão            | 15 de febrero | 21:30 |

| CRB                 | 1 - 1 | Ceará      | Rei Pelé               | 17 de febrero | 19:00 |
| Atlético Alagoinhas | 1 - 2 | Bahia      | Carneirão (BA)         | 17 de febrero | 21:00 |
| Fortaleza           | 3 - 0 | CSA        | Presidente Vargas (CE) | 17 de febrero | 21:00 |
| Ferroviário         | 0 - 0 | Sergipe    | Presidente Vargas (CE) | 18 de febrero | 15:30 |
| Fluminense-PI       | 1 - 2 | Campinense | Lindolfo Monteiro      | 18 de febrero | 15:30 |
| Vitória             | 1 - 1 | ABC        | Barradão               | 18 de febrero | 16:30 |
| Sampaio Corrêa      | 1 - 0 | Náutico    | Castelão (MA)          | 18 de febrero | 19:45 |
| Sport Recife        | 0 - 0 | Santa Cruz | Arena Pernambuco       | 18 de marzo   | 17:30 |

| Fortaleza           | 1 - 0 | Sergipe    | Presidente Vargas (CE) | 26 de enero   | 20:00 |
| CRB                 | 2 - 1 | Santa Cruz | Rei Pelé               | 22 de febrero | 19:00 |
| Sampaio Corrêa      | 1 - 1 | CSA        | Castelão (MA)          | 22 de febrero | 19:00 |
| Sport Recife        | 6 - 0 | Bahia      | Ilha do Retiro         | 22 de febrero | 21:30 |
| Fluminense-PI       | 2 - 5 | Ceará      | Lindolfo Monteiro      | 22 de febrero | 21:30 |
| Ferroviário         | 2 - 2 | ABC        | Presidente Vargas (CE) | 22 de febrero | 21:30 |
| Vitória             | 2 - 3 | Náutico    | Barradão               | 23 de febrero | 19:00 |
| Atlético Alagoinhas | 2 - 1 | Campinense | Carneirão (BA)         | 23 de febrero | 21:30 |

| Náutico    | 0 - 2 | Sport Recife        | Aflitos          | 4 de marzo | 17:30 |
| CSA        | 0 - 0 | CRB                 | Rei Pelé         | 4 de marzo | 17:30 |
| Campinense | 2 - 3 | Ferroviário         | Amigão           | 4 de marzo | 17:30 |
| ABC        | 3 - 0 | Atlético Alagoinhas | Frasqueirão      | 4 de marzo | 20:00 |
| Sergipe    | 3 - 1 | Fluminense-PI       | Batistão (SE)    | 5 de marzo | 16:00 |
| Bahia      | 1 - 1 | Vitória             | Arena Fonte Nova | 5 de marzo | 16:00 |
| Ceará      | 2 - 0 | Fortaleza           | Castelão (CE)    | 5 de marzo | 18:30 |
| Santa Cruz | 3 - 1 | Sampaio Corrêa      | Arruda           | 5 de marzo | 18:30 |

| Fortaleza           | 2 - 1 | Náutico    | Presidente Vargas (CE) | 26 de febrero | 19:00 |
| Atlético Alagoinhas | 1 - 0 | CSA        | Carneirão (BA)         | 7 de marzo    | 20:30 |
| CRB                 | 1 - 0 | ABC        | Rei Pelé               | 7 de marzo    | 21:30 |
| Sampaio Corrêa      | 1 - 1 | Campinense | Castelão (MA)          | 8 de marzo    | 19:00 |
| Ferroviário         | 2 - 1 | Santa Cruz | Presidente Vargas (CE) | 8 de marzo    | 19:00 |
| Sport Recife        | 2 - 1 | Sergipe    | Ilha do Retiro         | 8 de marzo    | 21:30 |
| Vitória             | 2 - 0 | Ceará      | Barradão               | 8 de marzo    | 21:30 |
| Fluminense-PI       | 1 - 1 | Bahia      | Lindolfo Monteiro      | 14 de marzo   | 21:30 |

| ABC        | 3 - 0 | Fluminense-PI       | Frasqueirão            | 22 de marzo | 21:30 |
| Bahia      | 3 - 0 | CRB                 | Arena Fonte Nova       | 22 de marzo | 21:30 |
| Campinense | 2 - 1 | Vitória             | Amigão                 | 22 de marzo | 21:30 |
| Ceará      | 3 - 1 | Atlético Alagoinhas | Presidente Vargas (CE) | 22 de marzo | 21:30 |
| CSA        | 1 - 3 | Sport Recife        | Rei Pelé               | 22 de marzo | 21:30 |
| Náutico    | 3 - 2 | Ferroviário         | Aflitos                | 22 de marzo | 21:30 |
| Santa Cruz | 0 - 4 | Fortaleza           | Arruda                 | 22 de marzo | 21:30 |
| Sergipe    | 2 - 2 | Sampaio Corrêa      | Batistão (SE)          | 22 de marzo | 21:30 |

## Fase final
|  | Cuartos de final | Cuartos de final |              |       | Semifinales      | Semifinales      |  |  | Final                   | Final                   | Final                   |
|  | 25 y 26 de marzo | 25 y 26 de marzo |              |       | 29 y 30 de marzo | 29 y 30 de marzo |  |  | 19 de abril y 3 de mayo | 19 de abril y 3 de mayo | 19 de abril y 3 de mayo |
|  |                  |                  |              |       |                  |                  |  |  |                         |                         |                         |
|  |                  |                  |              |       |                  |                  |  |  |                         |                         |                         |
|  |                  |                  |              |       |                  |                  |  |  |                         |                         |                         |
|  | Sport Recife     | 4                |              |       |                  |                  |  |  |                         |                         |                         |
|  | Sport Recife     | 4                |              |       |                  |                  |  |  |                         |                         |                         |
|  | CRB              | 0                |              |       |                  |                  |  |  |                         |                         |                         |
|  | CRB              | 0                | Sport Recife | 1     |                  |                  |  |  |                         |                         |                         |
|  |                  |                  | Sport Recife | 1     |                  |                  |  |  |                         |                         |                         |
|  |                  | ABC              | 0            |       |                  |                  |  |  |                         |                         |                         |
|  | ABC              | ABC              | 0            | 3     |                  |                  |  |  |                         |                         |                         |
|  | ABC              |                  |              | 3     |                  |                  |  |  |                         |                         |                         |
|  | Náutico          | 1                |              |       |                  |                  |  |  |                         |                         |                         |
|  | Náutico          | 1                | Sport Recife | 1     | 1 (2)            |                  |  |  |                         |                         |                         |
|  |                  |                  | Sport Recife | 1     | 1 (2)            |                  |  |  |                         |                         |                         |
|  |                  | Ceará (p)        | 2            | 0 (4) |                  |                  |  |  |                         |                         |                         |
|  | Fortaleza        | Ceará (p)        | 2            | 0 (4) | 4                |                  |  |  |                         |                         |                         |
|  | Fortaleza        |                  |              |       |                  |                  |  |  |                         |                         |                         |
|  | Ferroviário      | 0                |              |       |                  |                  |  |  |                         |                         |                         |
|  | Ferroviário      | 0                | Fortaleza    | 2     |                  |                  |  |  |                         |                         |                         |
|  |                  |                  | Fortaleza    | 2     |                  |                  |  |  |                         |                         |                         |
|  |                  | Ceará            | 3            |       |                  |                  |  |  |                         |                         |                         |
|  | Ceará            | Ceará            | 3            | 3     |                  |                  |  |  |                         |                         |                         |
|  | Ceará            |                  |              | 3     |                  |                  |  |  |                         |                         |                         |
|  | Sergipe          | 1                |              |       |                  |                  |  |  |                         |                         |                         |
|  | Sergipe          | 1                |              |       |                  |                  |  |  |                         |                         |                         |

Nota: El equipo que ocupa la primera línea es el que define la serie como local.
| Campeón 2023 Copa do Nordeste |
| Bandera del estado de Ceará   |
| ----------------------------- |
| Ceará (3.º título)            |

## Goleadores
| Jugador            | Club         | Goles |
| ------------------ | ------------ | ----- |
| Juan Martín Lucero | Fortaleza    | 6     |
| Luciano Juba       | Sport Recife | 6     |
| Erick Pulga        | Ferroviário  | 5     |
| Vágner Love        | Sport Recife | 5     |
| Erick              | Ceará        | 5     |
| Ciel               | Ferroviário  | 4     |
| Thiago Galhardo    | Fortaleza    | 4     |
| Felipe Garcia      | ABC          | 4     |
| Guilherme Castilho | Ceará        | 4     |